# 인제대학교 부산백병원
인제대학교 부산백병원은 인제대학교 부속 상급종합병원이다. 부산광역시 부산진구 복지로 75에 위치하고 있다.

## 설립목표
- 의학연구의 향상
- 균형된 의료혜택에의 기여
- 인재 양성을 위한 장학제도 구현
- 의료기술로 사회발전에 이바지

## 연혁
- 1979년 6월 부산백병원 개원
- 1984년 6월 암센터 개원
- 1994년 9월 산부인과 체외수정실 개소
- 1994년 6월 장기이식연구소 개설

## 같이 보기
- 인제대학교
- 인제대학교 서울백병원
- 인제대학교 상계백병원
- 인제대학교 일산백병원
- 인제대학교 해운대백병원
- 백인제